# Верхне-Тульский завод
Верхне-Тульский завод — вододействующий доменный завод на реке Тулица в 15 километрах от Тулы, построенный в 1637 году голландским купцом Андреем Денисовичем Виниусом.
Завод представлял собой начальную стадию производства железа, то есть выплавку из руды чугуна. Ю. Телепнёв в переписной книге 1647 года отмечает, что на заводе была сооружена плотина с прудом, от которого шла труба к колесу плавильны. Имелась кузница и анбар (мастерская) для высверливания пушечных стволов. Чиновник Оружейной палаты С. Севергин описывает (1690) тот же завод, добавляя, что на нём ещё сооружена мельница, караульная кузница, несколько складских амбаров, горнов и.т.д. На заводе работало 10 человек, в числе которых: 1 мастер-иностранец, 2 подмастерья (иноземец и русский), и 1 засыпщик руды в горн. Кроме того, ещё 6 человек подносили руду и уголь. В сутки завод выплавлял 100—200 пудов чугуна. За 250 рабочих дней домна давала до 30 тысяч пудов чугуна. Кроме производства чугуна, изготавливались пушки и ядра. Руду на завод доставляли в основном из-под Дедилова.